# Bal w operze (operetka)
Bal w operze (niem.: Der Opernball) – operetka Richarda Heubergera w trzech aktach z 1898 roku. Premiera miała miejsce 5 stycznia 1898 roku w Wiedniu. Libretto zostało napisane przez Victora Léona i Heinricha von Waldberga.